# UN Käerjéng 97
UN Käerjéng 97 is een Luxemburgse voetbalclub uit Käerjeng, in het zuidwesten van het land. De fusieclub heeft rood en blauw als traditionele kleuren.

## Geschiedenis
De club kwam in 1997 tot stand na een fusie tussen US Bascharage en Jeunesse Hautcharage. Het is ook de naam van de in 2012 gevormde gemeente Käerjeng, de Luxemburgse naam voor Bascharage en Hautcharage.
Van 1998 tot 2005 speelde de club in de Éirepromotioun. In 2005/06 promoveerde UN Käerjéng voor het eerst naar de Nationaldivisioun. In hetzelfde seizoen werd de finale van de Beker van Luxemburg bereikt. F91 Dudelange was met 2-1 te sterk, maar het behaalde als nog een ticket voor Europees voetbal. In de eerste kwalificatieronde van de UEFA Cup 2007/08 werd verrassend Lillestrøm SK uit Noorwegen verslagen met behulp van de uitdoelpuntenregel (0-1 thuis, 1-2 uit), in de tweede ronde werd verloren van Standard Luik.
Daarna speelde het afwisselend op de twee hoogste voetbalniveaus. De thuiswedstrijden werden tot eind 2011 gespeeld op sportcomplex Um Bechel in Bascharage. Sindsdien wordt er gespeeld op het nieuwe sportcomplex Käerjénger Dribbel. Het oude sportpark werd in 2012 gesloopt.

## Erelijst
- Beker van Luxemburg

Finalist in 2007, 2009

## Eindklasseringen vanaf 1998
| 1 |

| 11 |

| 11 |

| 8 |

| 3 |

| 3 |

| 3 |

| 1 |

| 6 |

| 8 |

| 10 |

| 9 |

| 12 |

| 3 |

| 5 |

| 9 |

| 7 |

| 12 |

| 1 |

| 14 |

| 3 |

| 5 |

| 4 |

| 16 |

| 2 |

| 14 |

| 13 |

| 2 |

| Nationaldivisioun | Éirepromotioun | 1. Divisioun |

## In Europa
#Q = #kwalificatieronde, T/U = Thuis/Uit, W = Wedstrijd, PUC = punten UEFA coëfficiënten .
Uitslagen vanuit gezichtspunt UN Käerjeng 97
| Seizoen                                                    | Competitie    | Ronde | Land               | Club                 | Totaalscore | 1e W    | 2e W    | PUC |
| ---------------------------------------------------------- | ------------- | ----- | ------------------ | -------------------- | ----------- | ------- | ------- | --- |
| 2007/08                                                    | UEFA Cup      | 1Q    | Vlag van Noorwegen | Lillestrøm SK        | 2-2 u       | 1-2 (U) | 1-0 (T) | 1.0 |
|                                                            |               | 2Q    | Vlag van België    | Standard Luik        | 0-4         | 0-3 (T) | 0-1 (U) | 1.0 |
| 2009/10                                                    | Europa League | 1Q    | Vlag van Cyprus    | Anorthosis Famagusta | 1-7         | 0-5 (U) | 1-2 (T) | 0.0 |
| 2011/12                                                    | Europa League | 1Q    | Vlag van Zweden    | BK Häcken            | 2-6         | 1-1 (T) | 1-5 (U) | 0.5 |
| Totaal aantal behaalde punten voor UEFA coëfficiënten: 1.5 |               |       |                    |                      |             |         |         |     |

Zie ook
- Deelnemers UEFA-toernooien Luxemburg
- Ranglijst van alle clubs die in de diverse Europa Cups zijn uitgekomen